# Vanilla
Vanilla Plum. ex Mill., 1754 è un genere di piante della famiglia delle Orchidacee.
Comprende oltre un centinaio di specie la più nota delle quali è Vanilla planifolia da cui si ricava la vaniglia. Altre specie di importanza commerciale sono V. pompona e V. tahitensis.

## Descrizione

Sezione longitudinale di un fiore di Vanilla planifolia

Il genere Vanilla comprende specie rampicanti a crescita monopodiale con fusti che possono raggiungere anche i 35 m di lunghezza, dotati di radici aeree.

Le foglie, alternate, sono in genere oblunghe, di colore verde scuro e di consistenza carnosa; in alcune specie sono ridotte a scaglie bratteiformi ed esistono specie del tutto prive di foglie, che concentrano l'attività fotosintetica sul fusto.

I fiori sono riuniti in infiorescenze racemose che sorgono, con un breve picciolo, dall'ascella delle foglie. Il colore dei fiori, in genere molto appariscenti, va dal bianco al verde. Il labello è tubulare e circonda il gimnostemio, all'apice del quale è situata l'antera sovrastata dallo stigma. La fioritura è molto breve: i fiori in genere si aprono al mattino, si richiudono alla sera e quindi sfioriscono.

Il frutto è una capsula lunga 10–20 cm che matura per 8-9 mesi dopo la fioritura divenendo nero e sprigionando un aroma molto intenso.

## Riproduzione
Anche se ogni fiore possiede sia gli organi maschili che quelli femminili, la autoimpollinazione è rara. Nella maggior parte dei casi la impollinazione è mediata da animali (impollinazione zoogama): tra i potenziali vettori vi sono insetti apoidei (p.es Melipona spp.), lepidotteri (p.es. Sphingidae spp.) e alcuni colibrì. Nelle specie coltivate a scopo commerciale si fa spesso ricorso alla impollinazione artificiale.

## Ecologia
Alcune specie di Vanilla sono usate come cibo dalle larve di alcune farfalle, come Hypercompe eridanus e Hypercompe icasia (Erebidae).

## Distribuzione e habitat
Le specie del genere Vanilla sono ampiamente distribuite nelle regioni tropicali e subtropicali di America centrale, Sudamerica, Africa, Asia e Nuova Guinea.

Il genere è nato in Sudamerica circa 34 milioni di anni fa, epoca nella quale la separazione dei continenti era già avvenuta, e pertanto la sua attuale distribuzione è verosimilmente il frutto di una dispersione trans-oceanica legata a materia vegetale galleggiante o ad uccelli migratori.

## Tassonomia
Il genere Vanilla appartiene alla sottofamiglia Vanilloideae della famiglia delle Orchidacee.
La tassonomia del genere, il più numeroso delle Vanilloideae, è ancora largamente dibattuta e la diffusione degli studi di biologia molecolare ha portato a mettere in discussione molte delle specie precedentemente riconosciute, aumentando il numero dei sinonimi. Recenti studi mostrano che i fenomeni di ibridazione inter-specifica e forse anche la poliploidia hanno giocato un ruolo importante nella evoluzione del genere.
Il Board of Trustees dei Royal Botanic Gardens di Kew riconosce 135 specie.

### Alcune specie

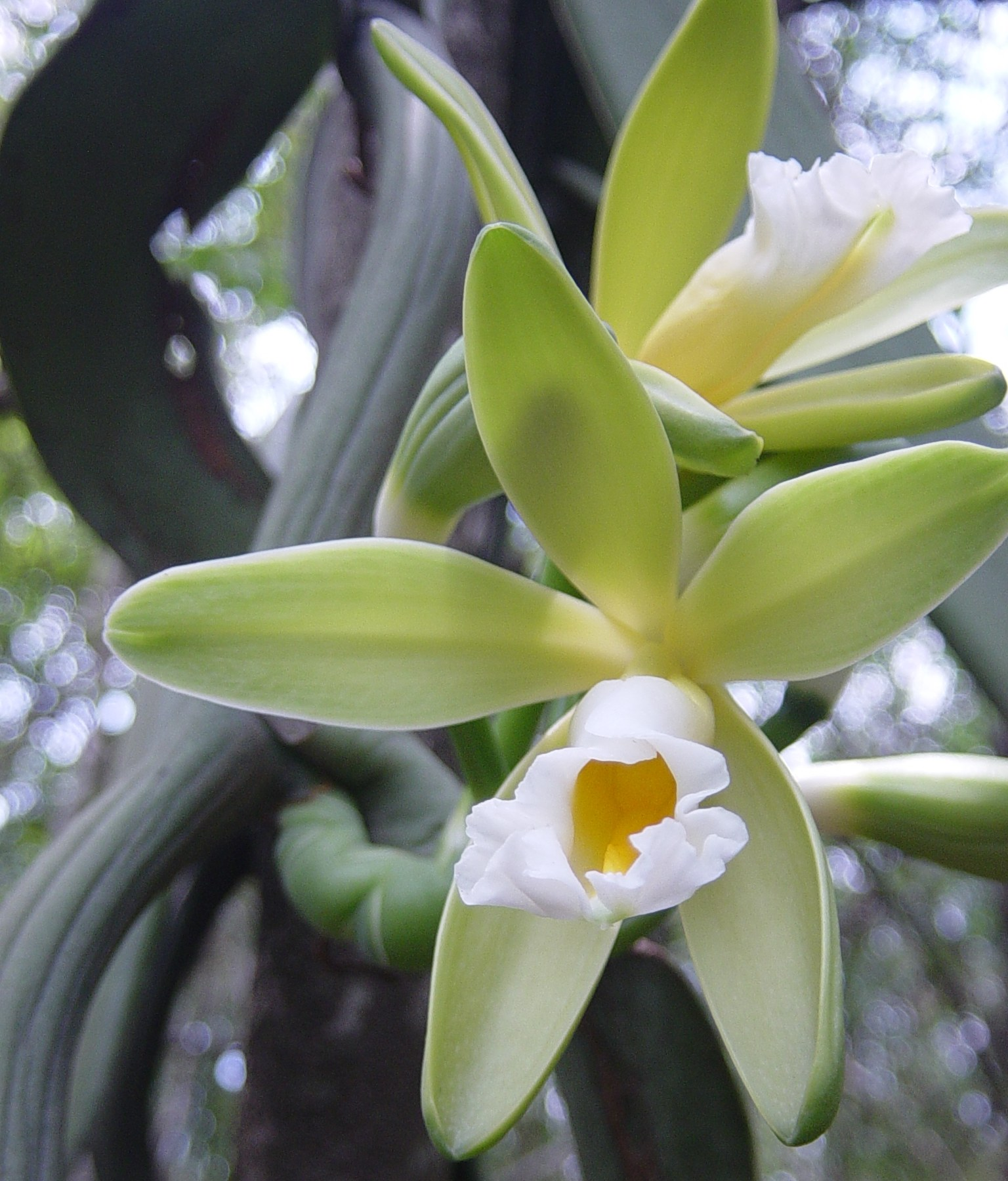
Vanilla chamissonis
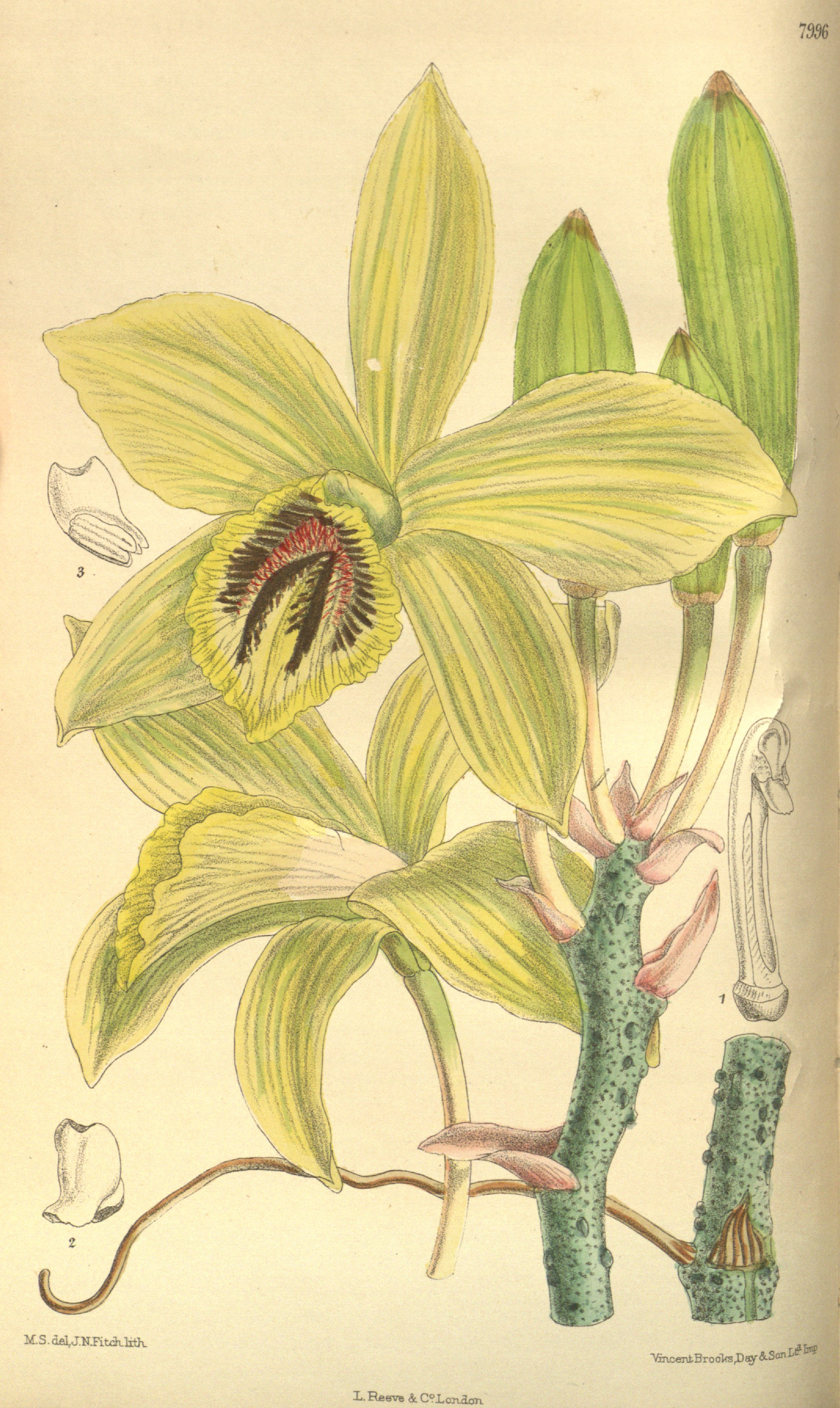
Vanilla humblotii
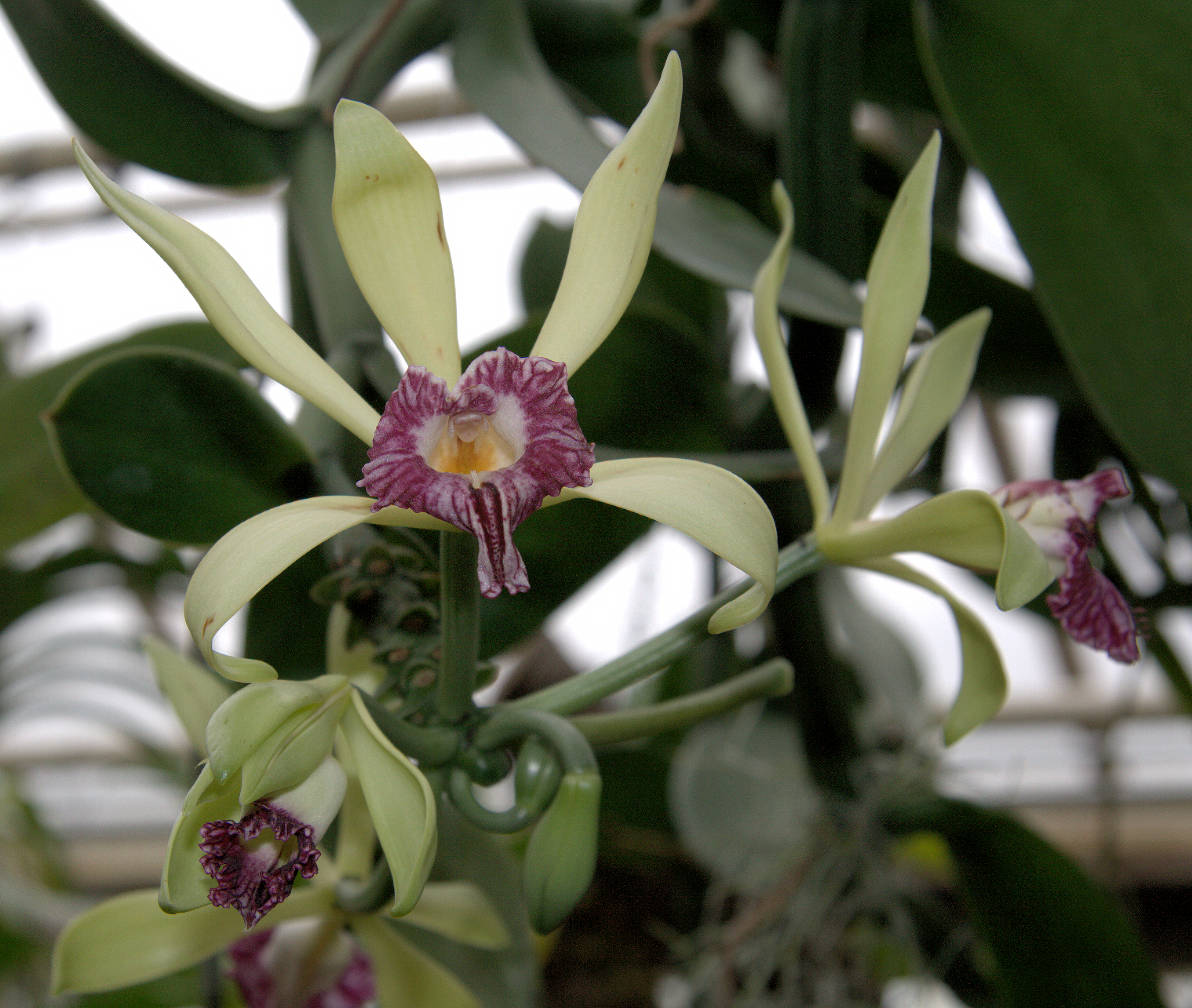
Vanilla imperialis
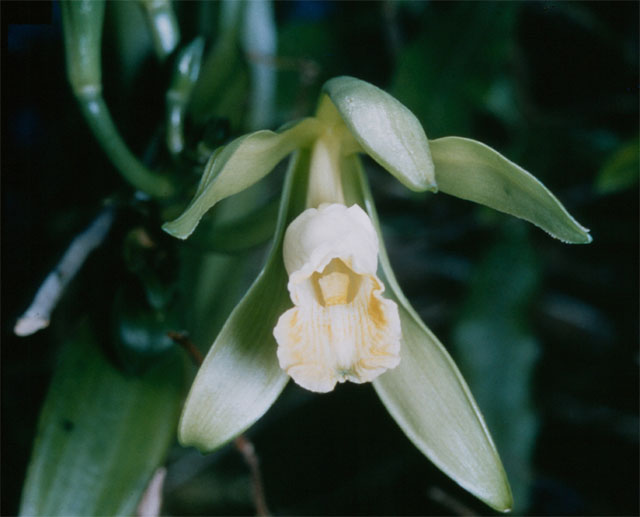
Vanilla planifolia
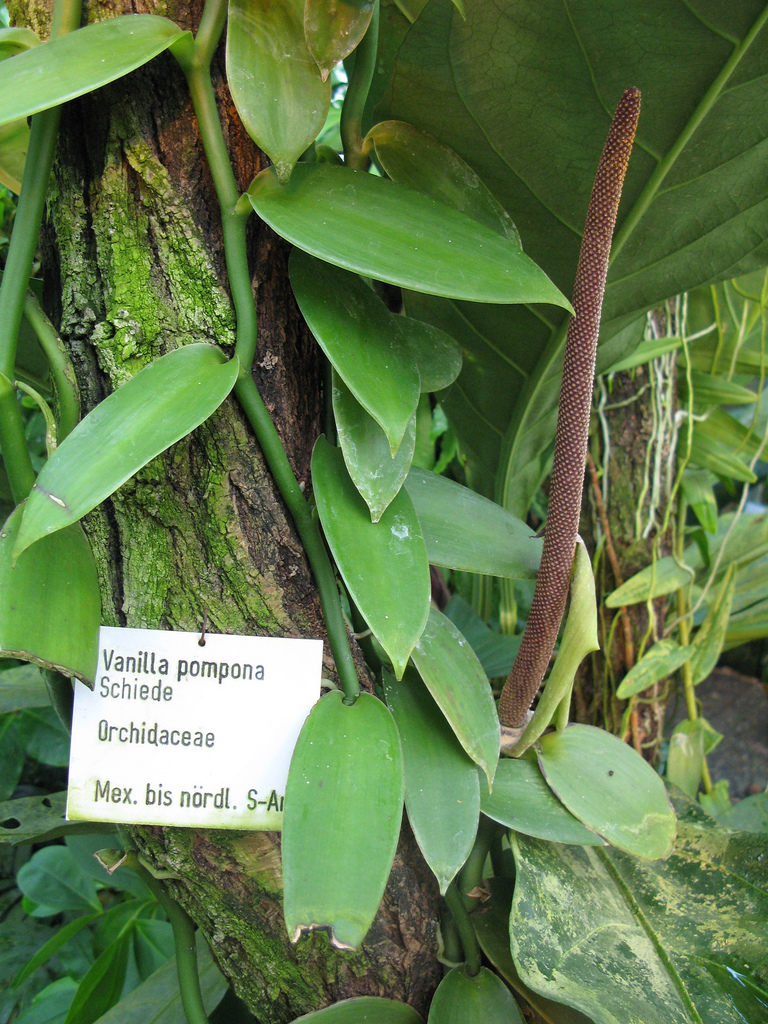
Vanilla pompona